# Рыбинский, Владимир Петрович
Владимир Петрович Рыбинский (11 февраля 1867, село Еремеево, Козловский уезд, Тамбовская губерния — январь 1944, Баку) — библеист, профессор Киевской духовной академии, доктор богословия, действительный статский советник.

## Биография
Родился в семье священника.
В 1881 году окончил 2-е Тамбовское духовное училище, в 1887 году — Тамбовскую духовную семинарию, а в 1891 году — Киевскую духовную академию со степенью кандидата богословия, лауреат Евгение-Румянцевской премии, профессорский стипендиат.
Доцент по кафедре Священного Писания Ветхого Завета Киевской духовной академии (1892), магистр богословия, надворный советник (1893).
Одновременно преподаватель всеобщей истории в Киевском институте императора Николая I, коллежский советник (1897), статский советник (1901).
Член Киевского отдела Императорского православного палестинского общества, редактор серии книг «Святая Земля в праздниках Православной Церкви», «Толковой Библии» А. П. Лопухина и «Православной богословской энциклопедии».
Сверхштатный (1904) и штатный (1906) экстраординарный, затем ординарный (1913) и заслуженный ординарный (1917) профессор Киевской духовной академии, редактор журнала «Труды Киевской духовной академии» (1906—1910), почетный член Киевского религиозно-просветительского общества (1907), член правления Киевской духовной академии (1912).
Доктор богословия (1913), действительный статский советник (1914).
Обвенчан с Варварой Алексеевной Владимировой, дочь Наталия.
В 1917 году член Поместного Собора Православной Российской Церкви по избранию от Киевской духовной академии, участвовал в 1-й сессии, заместитель председателя XII и XXII, член II, VI, IX, XXI отделов.
В 1918 году член Всеукраинского Православного Церковного Собора. С сентября редактор еженедельника «Віра та держава».
В 1918—1930 годах преподаватель русского языка в киевской трудовой школе. Одновременно в 1920—1924 годах преподаватель Священного Писания Ветхого Завета в Киевской православной богословской академии и истории Востока в Киевском народном университете, член Еврейской историко-археографической и Византологической комиссий Всеукраинской академии наук и Всеукраинской ассоциации востоковедения.
В 1933—1938 годах переводчик в Азербайджанском научно-исследовательском институте в Баку.
С 1939 года преподаватель старославянского языка, истории языка и грамматики на филологическом факультете Бакинского государственного университета и в Азербайджанском педагогическом институте.
Похоронен на кладбище села Сабунчи (пригород Баку).

## Награды
- Орден Святого Станислава 3-й степени (1898).
- Орден Святого Станислава 2-й степени (1906) степени.
- Орден Святой Анны 3-й степени (1902).
- Орден Святой Анны 1-й степени (1909) степени.
- Орден Святого Владимира 4-й степени (1912).

## Сочинения
- Киевская митрополичья кафедра с половины XIII до конца XVI века.‰ К., 1891.
- Древнееврейская суббота. К., 1892.
- Грех Пилата // Труды Киевской духовной академии. 1893. № 4.
- Памяти преосвященного Феофана, епископа Владимирского и Суздальского.
- Слово в пяток четвертой недели Великого поста при воспоминании страстей Христовых // Труды КДА. 1894. № 3, 5.
- Очерк истории самарян // Труды КДА. 1895. № 3, 11; 1896. № 5.
- Библия для детей // Труды КДА. 1896. № 12.
- Слово в великий пяток // Труды КДА. 1896. № 5; 1897. № 5.
- Религиозное влияние иудеев на языческий мир в конце Ветхозаветной и в начале Новозаветной истории и прозелиты иудейства. СПб., 1898.
- Заметки о литературе по Священному Писанию Ветхого Завета // Т Труды КДА КДА. 1898. № 3; 1899. № 5; 1900. № 6; 1905. № 11.
- О христианском пользовании даром слова // Труды КДА. 1898. № 4.
- Слово в пяток четвертой недели Великого поста // Труды КДА. 1899. № 4.
- Слово в годовщину поминовения учивших и учившихся в Киевской академии; Первый опыт «Введения в Священное Писание» // Труды КДА. 1900. № 3, 11.
- О хранении церковных уставов; Исторический очерк лжемессианских движений в иудействе; К изъяснению Псалтири // Труды КДА. 1901. № 4, 9, 12.
- К вопросу о миссии среди интеллигенции // Руководство для сельских пастырей. 1901. № 51.
- Борьба с монашескими орденами и духовными школами во Франции; О новом пересмотре славянского перевода Библии; К характеристике современных настроений // Руководство для сельских пастырей. 1902. № 42, 48, 51.
- По поводу рассуждений о народных праздниках в совещаниях о нуждах сельского хозяйства; О лишении церковного погребения // Руководство для сельских пастырей. 1903. № 14, 44-45.
- О Библии. К., 1902.
- Слово в пяток второй недели Великого поста при воспоминании страстей Христовых // Труды КДА. 1902. № 4.
- Слово в великий пяток, на вечернем богослужении, пред плащаницей; Вавилон и Библия; К изъяснению 22-го стиха 21-й главы книги пророка Иеремии; Юнилий Африканский и его руководство к изучению Библии // Труды КДА. 1903. № 4-5, 7, 10.
- К вопросу об отношении Библии к Вавилону. Раскопки храма Бэла в Ниппуре // Труды КДА. 1904. № 1.
- «Не умолкну ради Сиона и ради Иерусалима не успокоюсь» (Исайя, 62, 1). СПб., 1904.
- По поводу новейших взглядов на отношение библейских верований и сказаний к вавилонским // Руководство для сельских пастырей. 1904. № 19, 21-22.
- Из религиозной жизни Запада // Там же. 1905. № 15, 46-47, 51-52; 1906. № 19-21, 49-50; 1907. № 52.
- Иеговисты и злогисты; Иезекииль; Иисус Навин и книга Иисуса Навина; Иисус сын Сирахов; Иов, каноническая книга Ветхого Завета; Иоиль; Иона пророк и его книга; Иудифь; Казни египетские; Клинописный материал // Православная богословская энциклопедия. Т. 6-7, 9. СПб., 1905—1910.
- Речь при погребении профессора М. А. Олесницкого; Заметки по литературе Св. Писания Ветхого Завета за 1904 г. // Труды КДА. 1905. № 4-5, 11.
- Из академической жизни; Слово в пяток четвертой недели Великого поста при воспоминании страстей Христовых; По академическим вопросам // Труды КДА. 1906. № 1, 3, 12.
- А. И. Булгаков (Некролог); Профессор А. А. Олесницкий (Некролог); Ветхозаветные пророки // Труды КДА. 1907. № 5, 10, 12.
- Памяти высокопреосвященного Димитрия (Самбикина) // Труды КДА. 1908. № 5.
- По поводу новейших археологических раскопок в Палестине. К., 1908.
- Библейская ветхозаветная критика. К., 1908.
- Книга пророка Авдия. К., 1909.
- О паломничестве в Иерусалим в библейское время. К., 1909.
- Речь при погребении преосвященного Сильвестра // Труды КДА. 1909. № 1.
- Слово в пяток третьей недели Великого поста, при воспоминании страстей Христовых // Труды КДА. 1910. № 4.
- Ответ заслуженному профессору протоиерею Феодору Яковлевичу Покровскому на его «Открытое письмо». К., 1910.
- Правда о Киевской духовной академии. Вынужденный ответ на изданную архиепископом Волынским Антонием брошюру. К., 1910. С. 5-46, 63-96.
- Книга пророка Михея. К., 1911.
- Самаряне. Обзор источников для изучения самарянства. История и религия самарян. К., 1913.
- Отзыв о сочинении М. А. Кальнева «Обличение лжеучения русских сектантов-рационалистов». К., 1914.
- Самарянство и гностицизм (Ответ на критику проф. М. З. Поснова). СПб., 1914.
- К вопросу о самарянстве // Труды КДА. 1916. № 1.
- Олесницкий А. Библейская археология / под ред. и с дополн. В. П. Рыбинского. Ч. І. Религиозные древности. Вып. 1. Пг., 1920.
- До історії жидів на Лівобережній Україні в половині XVIII ст. // Зб. праць жидівської історично-археогр. комісії. Кн. 1. К., 1928. С. 1-97.
- Протиєврейський рух 1881 р. на Україні; Єврейські хліборобські колонії на Київщині, Волині та Поділлі в половині XIX ст. // Збірник праць Єврейської історично-археографічної комісії. К., 1929. Т. 2. С. 139—182, 199—246.
- До історії Київської духовної академії. Курс 1887—1891 рр. Спогади // Хроніка-2000. 1997. Вип. 17/18.
- Анкета. Переписка с А. Глаголевым и И. Корольковым // Collegium. 1998. № 1-2 (7-8).
- Письма к А. А. Дмитриевскому // Труды КДА. 2016. № 24.